# Сундуково
Сундуко́во (рос. Сундуково, удм. Бодья Пуро) — присілок в Малопургинському районі Удмуртії, Росія.
Урбаноніми:
- вулиці — Залізнична, Зарічна, Зелена, Колгоспна, Травнева

## Населення
Населення — 345 осіб (2010; 306 в 2002).
Національний склад станом на 2002 рік:
- удмурти — 100 %